# Германн Шрідде
Германн Шрідде (нім. Hermann Schridde, 3 липня 1937 — 18 травня 1985) — німецький вершник.
Олімпійський чемпіон 1964 року в командному конкурі, срібний призер 1964 року в індивідуальному конкурі, бронзовий призер 1968 року в командному конкурі.